# Ohaguro
Ohaguro (お歯黒 dientes negros?) es el nombre que recibe en Japón la práctica de ennegrecerse los dientes con una solución de limaduras de hierro y vinagre. Fue especialmente popular entre los periodos Heian y Edo, desde el siglo X hasta finales del siglo XIX, pero la apertura del país a las costumbres occidentales durante el periodo Meiji llevó a su paulatina desaparición. Era una tradición que practicaban sobre todo las mujeres casadas y algunos hombres, casi siempre miembros de la aristocracia y samuráis. Además de la preferencia de la sociedad japonesa por los dientes negros también se consideraba beneficioso para la salud, pues prevenía el deterioro de los dientes al actuar como un antiguo sellador dental. Teñirse los dientes era una práctica conocida y extendida también por el sudeste de China y el sudeste asiático, aunque con recetas diferentes.

## Japón

### Etimología
La palabra ohaguro era un término aristocrático japonés compuesto por o (お preposición honorífica?) y los caracteres, ha (歯 diente?), y kuro (黒 negro?) y que por efectos del rendaku se pronuncia ohaguro y no ohakuro. La palabra japonesa kuro está relacionada con la idea de la noche tras la puesta de sol y su contraste con el día, dado que la noche se somete al día y es inseparable de este, y debido a la imposibilidad de teñir el negro con otros colores, dicho color se asociaba con la sumisión y la lealtad, además de la solidez y la dignidad por su gran presencia visual, motivo por el que era el color preponderante entre los samuráis. La escritura formal de ohaguro se representa como お歯黒, pero también existían escrituras alternativos como: tesshō (鉄漿 jugo de hierro?),, que aludía al líquido usado en el proceso; fushimizu (五倍子水 agua de agalla?), utilizada en el antiguo Palacio Imperial de Kioto; mientras que entre los civiles se usaban términos como kanetsuke (鉄漿付け unión con pasta de hierro?), tsukegane (つけがね pasta de hierro unida?) y hagurome (歯黒め diente negro?).

### Origen y significado
El ohaguro existió en Japón bajo una forma u otra durante cientos de años y entre los japoneses fue un símbolo de belleza hasta la era Meiji. Los objetos con un color negro profundo como aquellos que recibían lacados que daban aspecto brillante se consideraban de gran belleza. Las razones de su origen aún no están claras, se ha propuesto el simple cuidado dental; la diferenciación entre humanos y demonios representados con grandes colmillos blancos, igual que en otras culturas del sudeste asiático; el hecho de que los dientes son la única parte visible del esqueleto, lo que los relaciona con la muerte y los vuelve tabú; o la preferencia japonesa y de otras culturas de extremo oriente por ocultar la demostración pública de sentimientos: la combinación del típico maquillaje blanco puro, la depilación completa de las cejas y su repintado, práctica conocida como hikimayu (引眉?), y el teñido de dientes creaban una máscara casi inexpresiva. La costumbre actual femenina japonesa de cubrirse la boca al sonreír se deriva en mayor o menor grado de esta consideración y de la preferencia hasta el siglo XIX por las bocas de dientes negros en vez de blancos.
Entre los samuráis su origen se asocia a la idea de lealtad expresada por el color negro. Cuando un samurái se teñía los dientes de negro, reflejaba su decisión de no servir a otro señor durante el resto de su vida, y, desde la época de los shikken o regentes del shogun, los nobles se lo aplicaban con parecida consideración de lealtad.

### Historia

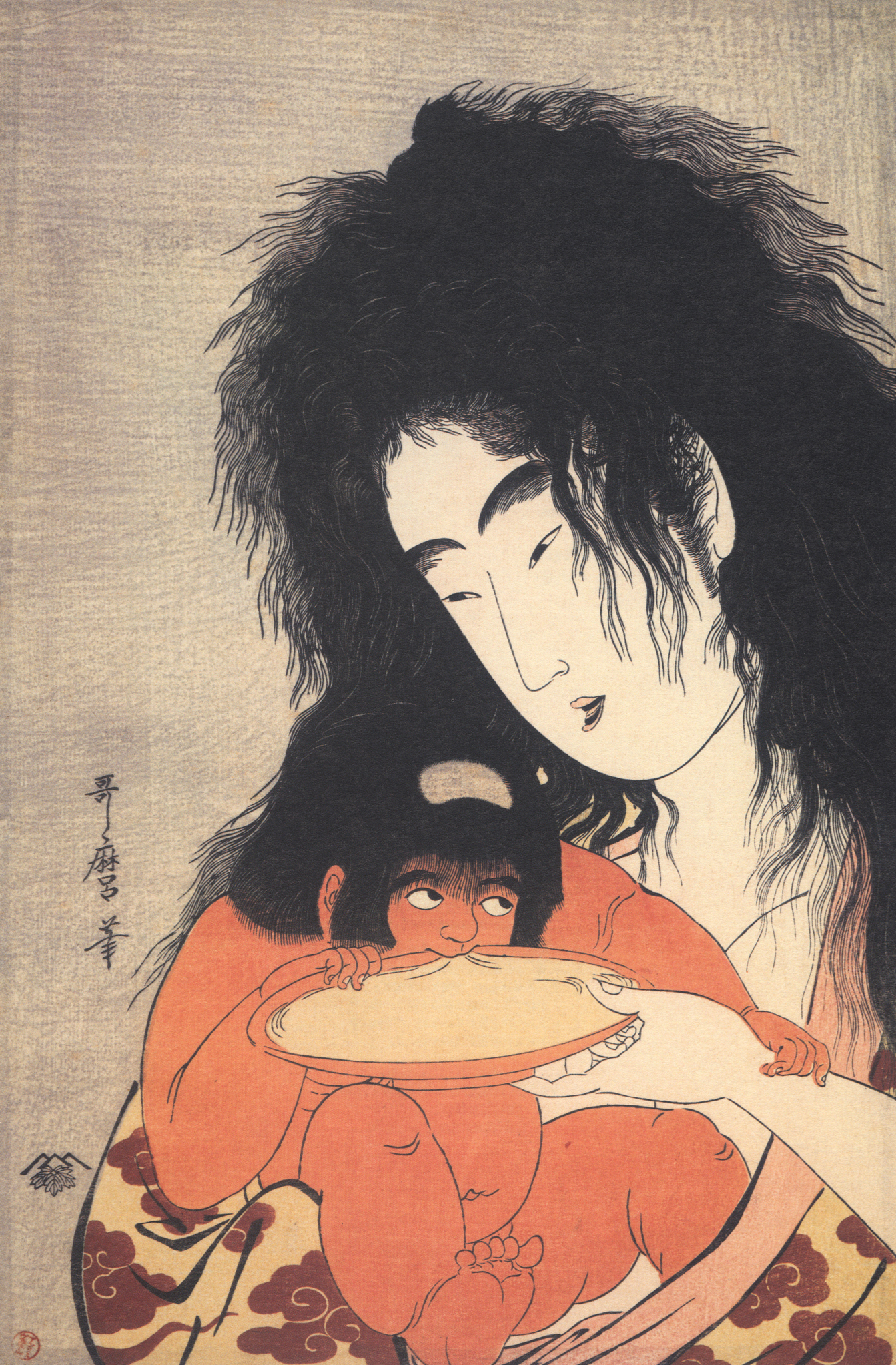
Ukiyo-e de Yama-uba cuidando a Kintarō en el que se distinguen sus dientes oscuros.

Las primeras referencias escritas en Japón sobre el ohaguro aparecen en el Genji Monogatari del siglo XI y en el cuento Mushi Mezuru Himegimi, en español La princesa que amaba los insectos, del siglo XII, incluido en el Tsutsumi Chūnagon Monogatari. En el relato se considera que el excéntrico comportamiento de la protagonista es menos reprobable que su repugnante aspecto natural y una doncella describe sus cejas sin depilar por completo como «orugas peludas» y sus dientes sin teñir como «orugas sin piel», mientras que un capitán de la guardia que muestra atracción por ella se ve repelido por su falta de maquillaje y, sobre todo, por sus dientes que «brillaban horriblemente cuando sonreía».
La tradición apareció por primera vez entre hombres y mujeres de la aristocracia del período Heian entre los siglos IX y XI, a los que pronto siguieron mujeres de todas las clases sociales. Empezó como un rito de madurez entre chicas adolescentes que hacia el final de este periodo ya se había extendido a los varones de la nobleza. Durante el posterior periodo Kamakura, cuando los aristócratas como los que pertenecían al Clan Taira, otros samuráis, y casi todos los nobles alcanzaban la mayoría de edad, se teñían los dientes. En el caso particular de los samuráis y miembros de la nobleza de estos periodos era costumbre teñirse los dientes por primera vez al pasar su genpuku o ceremonia de iniciación, a los quince o dieciséis años. Así se hizo también en la corte de la Familia Imperial hasta el final del periodo Edo. Aunque en poco tiempo se fue diluyendo su uso específico por parte de las élites y llegó a considerarse aceptable entre las mujeres plebeyas, sobre todo entre las casadas y las geishas, era una práctica prohibida para los marginados o burakumin, los vagabundos y los más pobres.
Durante el periodo Muromachi el ohaguro era común entre adultos, aunque ya antes de la llegada del periodo Sengoku era más a menudo entre los nobles una muestra del paso a la pubertad y se hacía en niños y sobre todo niñas que entraban en esa etapa, en torno a los 13 años. En la celebración de matrimonios, aquellas parientes de la novia que se encargaban de ayudarla en el proceso y de presentarla a los demás recibían el nombre de kaneoya (鉄漿親) o kanetsuke-oya, literalmente madrina del kanetsuke o ennegrecimiento de dientes. A lo largo de estos siglos convulsos, que vieron la aparición de multitud de daimios enfrentados entre sí y que llevaron a las guerras del periodo Sengoku, los samuráis se cobraban las cabezas de sus enemigos y las recogían como trofeos tras la batalla para mejorar su reputación a los ojos de su daimio. Las cabezas se identificaban y en muchos casos recibían el ohaguro tras la decapitación para aumentar así la gloria del combatiente al derrotar a un enemigo notable. En el Oan Monogatari, en español La historia de Oan, la hija de un servidor de Ishida Mitsunari narra este proceso tras sobrevivir a la Batalla de Sekigahara en 1600:

Nuestros aliados apilaban en esta parte del castillo las cabezas cortadas que habían obtenido. Le colocamos una etiqueta a cada una de las cabezas para poder identificarlas adecuadamente. A continuación les teñimos de negro los dientes repetidamente. ¿Por qué lo hacíamos? Hace tiempo se admiraban los dientes ennegrecidos como símbolo de un hombre distinguido. Así que se nos pedía que le aplicáramos una generosa capa de ohaguro a cualquier cabeza con dientes blancos.
Eiko Ikegami

Fue hacia el final de este periodo cuando su uso entre hombres pasó a ser minoritario.
Durante el periodo Edo solo los hombres que formaban parte de la Familia Imperial y de la aristocracia se ennegrecían los dientes. Debido al fuerte olor y al esfuerzo necesario para el proceso, además de la impresión entre las jóvenes de que hacía parecer mayor, solo se realizaban el ohaguro aquellas mujeres que se casaban o estaban prometidas, las prostitutas y las geishas. También existen menciones al ohaguro en cuentos de hadas, como Gon, el zorro, de Niimi Nankichi.
En 1870 el gobierno prohibió la práctica del ohaguro en hombres, y la tradición se fue quedando obsoleta progresivamente, especialmente a partir de 1873 entre las mujeres casadas y nobles, cuando la Emperatriz Shōken decidió aparecer en público con los dientes blancos. Hasta los últimos años de la era Meiji aún era una costumbre popular entre las clases medias y bajas pero a partir de la era Taishō prácticamente desapareció excepto en mujeres ancianas de zonas rurales.
En la actualidad los únicos lugares donde se puede observar el ohaguro son algunos matsuri, en películas de época, en el kabuki, y en los hanamachi o distritos de geishas y sobre todo entre las aprendices, conocidas como maiko. Las maiko se realizan el ohaguro durante su erikae o ceremonia de transición al grado de geiko que las convierte en geishas de pleno derecho. La aplicación del ohaguro y del peinado conocido como sakkou, ambos tradicionalmente característicos de las recién casadas japonesas, es un símbolo de su «matrimonio» con las artes que practican.

### Consideración y función social

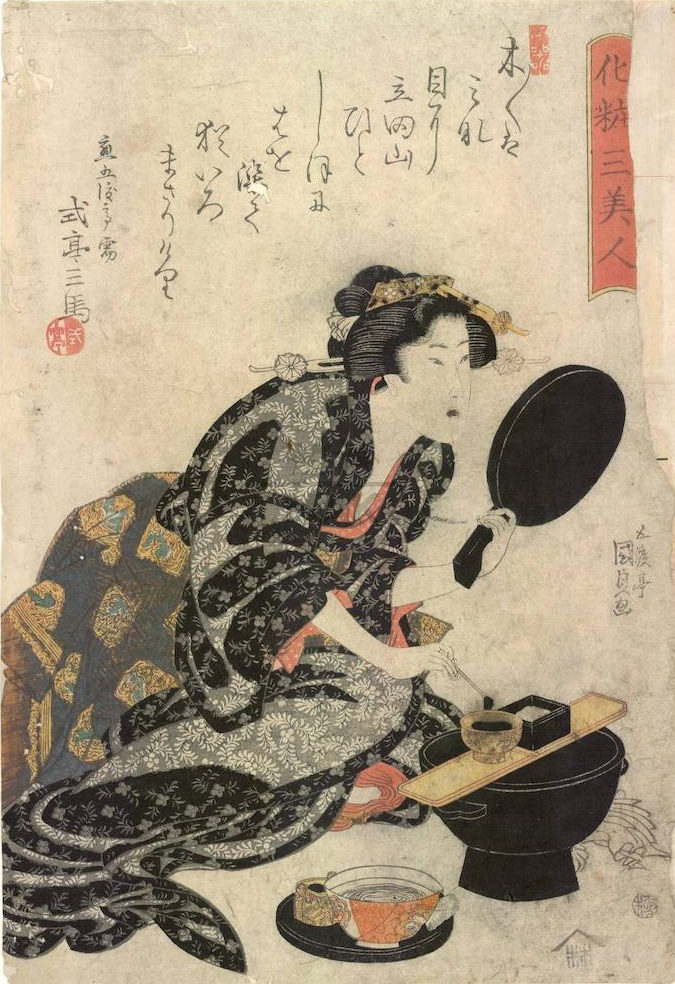
Nishiki-e de Utagawa Kunisada, de la serie Tres bellas mujeres maquillándose la cara, 1815. Se observa a una geisha haciendo uso del conjunto completo de elementos tradicionales para el ennegrecimiento, entre los que destaca el mimidarai y el watashigane como soporte para los demás.

Un gran número de occidentales, donde existía un concepto opuesto de belleza, entre ellos Engelbert Kaempfer, Philipp Franz von Siebold y Rutherford Alcock, que visitaron el Japón del periodo Edo, describieron el ohaguro como «una aborrecible costumbre japonesa que desfiguraba a sus mujeres», a las que, de hecho, muchos de ellos consideraban de gran belleza hasta que llegaba el momento en que sonreían. Alcock conjeturó que su propósito sería el de la castidad al hacer a las mujeres poco atractivas de manera intencionada, lo que evitaría potenciales relaciones extramaritales y su visión de esta costumbre apenas cambió durante su estancia de tres años en Japón:

Una vez han renovado el barniz negro de sus dientes y arrancado hasta el último pelo de sus cejas, las casadas japonesas podrían afirmar su preeminencia sin igual en cuanto a fealdad artificial sobre el resto de su sexo. Sus bocas así desfiguradas son como sepulcros abiertos [...]
Rutherford Alcock

El sociólogo japonés Kyouji Watanabe no está de acuerdo con esta teoría. Teniendo en cuenta que a las chicas japonesas se les permitía un alto grado de libertad social y sexual hasta el momento de recibir el ohaguro, cuando aceptaban su responsabilidad como esposa y madre, Watanabe plantea que se trataba de un ritual social mediante el cual tanto la sociedad como la joven afirmaban la determinación de la mujer que había madurado.

### Tinte
El ingrediente principal era una solución de color marrón oscuro de acetato de hierro llamada kanemizu (かねみず; lit. «agua negra»), creada al disolver limaduras de hierro en vinagre. Cuando la solución se combinaba con taninos vegetales de fuentes como polvo de agallas del Rhus chinensis, que recibía el nombre de fushi, o de té, se volvía negra y dejaba de ser soluble en agua, el mismo método con el que se produce la tinta ferrogálica. Cubrir los dientes con este líquido prevenía el deterioro de los dientes y del esmalte y también se decía que calmaba el dolor de las afecciones dentales de manera casi inmediata. El tinte se desvanecía con rapidez y debía aplicarse una vez al día o cada pocos días para mantener el tono oscuro uniforme.
Entre los extranjeros que conocieron la costumbre se extendió el rumor, nunca probado, de que entre los ingredientes se contaba también la orina. Algernon Freeman-Mitford transcribió en sus Cuentos del Antiguo Japón una receta que según él le había descrito un reputado boticario de Yedo:

Tome tres pintas de agua y, tras haberla calentado, añada media taza de vino (sake). Ponga en esta mezcla cierta cantidad de hierro al rojo vivo; déjela reposar de cinco a seis días, después de lo cual habrá un residuo en la superficie de la mezcla que debe verter entonces en una pequeña taza de té y colocarlo junto al fuego. Cuando esté caliente, debe añadir polvo de agallas y limadura de hierro, y tiene que calentar el conjunto de nuevo. Después se pintan los dientes con el líquido mediante una brocha suave de plumas con más hierro y polvo de agallas y, tras unas cuantas aplicaciones, se obtendrá el color deseado.
Algernon Freeman-Mitford

En las representaciones teatrales del kabuki los actores se pintaban los dientes de negro siempre que interpretaban a mujeres casadas, cortesanas y con algunos hombres de la nobleza, para lo que tradicionalmente usaban una mezcla de azúcar moreno y resina de pino. La mezcla que se usaba en el kabuki recibía el nombre de hayagane, y en formulaciones más complejas podía incluir cera, resina de pino, negro de humo, pigmento rojo, miel de arroz y aceite de lámpara, todo ello ablandado sobre una llama.

### Aplicación

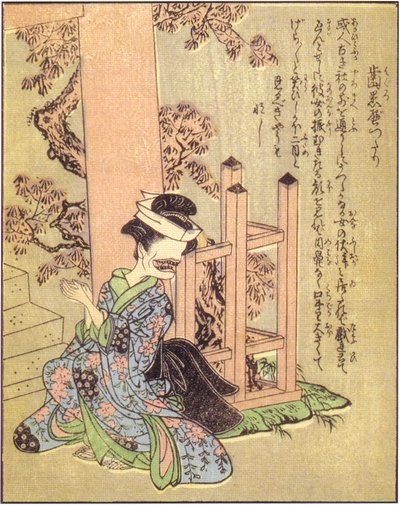
Ohaguro-bettari del Ehon Hyaku Monogatari, en español Libro de imágenes de un centenar de historias, 1841.

Para el tratamiento, conservación y la aplicación del tinte se usaban diversos recipientes y herramientas. Entre ellos estaban el mimidarai, un amplio cuenco con asas sobre el que se colocaba la watashigane, una fina bandeja sobre la que se ponían los elementos con los que se aplicaba el tinte. El conjunto de los elementos más pequeños se guardaba dentro de un estuche más grande, el haguro-bako, en el que se guardaban el fushi-bako o cajita donde se conservaba el polvo de agallas, el haguro-tsugi con el que se administraba el tinte, y el ugai-chawan, pequeño cuenco de porcelana para realizar gárgaras después del proceso.
En cada ocasión en la que se repetía el procedimiento se frotaban los dientes cuidadosamente con la cáscara de una granada para formar una superficie adhesiva para el tinte. Según Freeman-Mitford el tinte debía aplicarse como mucho cada dos días pues ya desde el primer día pasado sin volver a dar otra capa los dientes perdían el brillo lacado y se mezclaban trozos de tonalidad gris con los que mantenían el color negro buscado, lo que daba lugar a un aspecto repulsivo.

### Supersticiones, leyendas y lenguaje popular
- Durante el periodo Meiji se extendió una leyenda urbana que contaba que el alquitrán de hulla utilizado como aislante al comienzo de la extensión del cableado eléctrico por las ciudades japonesas estaba compuesto en realidad en parte por sangre de vírgenes, idea que se asoció a los occidentales que se encargaban de instalar los cables originalmente.[42] Para evitar ser atacadas con el objetivo de extraer su sangre muchas jóvenes decidieron cambiar su apariencia para parecer mujeres casadas: se teñían de negro los dientes, se pintaban las cejas, llevaban kimonos sencillos y se peinaban según el estilo marumage.[43]
- En el libro de Yamada Norio Tohoku Kaidan no Tabi, en español Viaje por los cuentos de fantasmas de Tohoku, aparece una historia sobre la prefectura de Fukushima llamada ohaguro bettari (お歯黒べったり lit. lleno de dientes ennegrecidos?).[44] Se trata de una yokai, más concretamentente de un tipo de noppera-bō, ataviada y maquillada a la antigua usanza de las mujeres japonesas, pero en su cara maquillada solo aparece una gran boca repleta de dientes negros.[44]
- Una leyenda de la isla de Himeshima cuenta que, cuando Himegami (姫神 Princesa divina?) huyó del príncipe Tsunuga Arashito de la Confederación Gaya, se detuvo un momento en su viaje para aplicarse el ohaguro. Cuando después quiso enjuagarse la boca no encontró agua en ningún lugar cercano, así que dio una palmada y el agua comenzó a brotar de la tierra. Esa es la razón de que el manantial de Hyoshimizu, en el santuario de Himekoso, reciba también el nombre de Ohaguro mizu o Agua de Ohaguro.[45]
- El principal barrio rojo del país entre los siglos XVII y la prohibición de la prostitución en Japón en 1958 fue el de Yoshiwara, en Edo. El distrito estaba rodeado por sus cuatro lados por un pequeño foso con agua que recibió el nombre de Ohaguro-dobu, literalmente Canal de los dientes negros, por la abundancia de prostitutas con los dientes teñidos.[46]

## Otras partes del sudeste de Asia

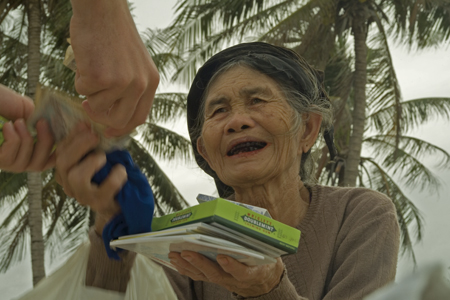
Anciana vietnamita vendiendo chicles. Sus dientes tienen el tono rojo oscuro de los mascadores de betel.

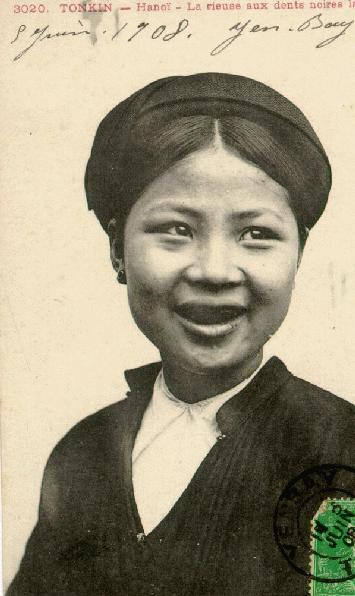
Joven de Tonkín con dientes pintados de negro, c. 1905.

En China ha existido conocimiento de esta costumbre a lo largo de la historia, aunque no se practicaba en los dominios del considerado Reino del Medio ni lo hacían sus etnias mayoritarias. Ya en el Shan Hai Jing del siglo IV aparece la descripción de un «país de dientes negros» o Hei-chi-guo (黒歯国), que algunas opiniones asocian con el mismo Japón y la mayoría de las demás con el área del Sudeste Asiático debido a su extensión en la región y mayor antigüedad.
En épocas más modernas se puede observar ennegrecimiento de los dientes entre muchos grupos minoritarios del Sudeste Asiático. Se encuentra preferentemente entre mujeres mayores, aunque la práctica aún existe entre algunas jóvenes. En ocasiones se utilizaban dientes artificiales para obtener dientes negros aunque también es muy común que fuera de Japón se logre este resultado al masticar continuamente nuez de betel, que da un tono rojo oscuro en lugar de negro, además de toda clase de plantas recogidas principalmente en la selva.
La práctica del teñido de dientes era muy antigua en Vietnam, donde se consideraba una demostración de madurez y disponibilidad para el matrimonio tras la pubertad. También era una demostración de civilización, pues existía la idea de que los dientes blancos eran propios de los animales, los salvajes y los espíritus malignos, sobre todo por la presencia en todos ellos de grandes caninos protuberantes. La etnia mayoritaria en Vietnam, la etnia kinh, practicaba esta costumbre, así como diversos pueblos minoritarios. Los hombres si la se pintaban los dientes de rojo, mientras que las mujeres lo hacían de negro. Estas tradiciones fueron declinando en el siglo XX década a década con cada nueva generación, aunque informes médicos coloniales de la década de 1930 establecían que el 80 % de los campesinos de Tonkín tenía los dientes oscurecidos.
En Tailandia era un asentado símbolo de belleza, conseguido durante siglos con una pasta llamada misi, y los poemas de amor solían comparar los dientes teñidos de las amadas con el ébano y otras valiosas maderas. Cuando el rey tailandés Mongkut del siglo XIX perdió su dentadura la sustituyó con una dentadura artificial tallada en madera de sappan de color rojo oscuro. También hay testimonios de la utilización del misi en la India entre algunas practicantes del hinduismo, principalmente para ennegrecer las encías y en ocasiones los dientes; el poeta del siglo XVI Malik Muhammad Jayasi le dedicó unos versos en su poema épico Padmavat a la sonrisa de la princesa Rani Padmini, que gobernó Chittorgarh en el siglo XIII, en los que compara sus dientes con diamantes sobre negros pedestales:

Con misi oscurecidos sus blancos dientes
Como diamantes en un pedestal centellean
Como en la noche otoñal un destello reluciente
Los treinta y dos refulgen en una hilera.
Malik Muhammad Jayasi

Entre los pueblos que practicaban algún tipo de ennegrecimiento de dientes fuera de Japón se incluyen:
- En China, en la provincia de Yunnan, sobre todo en la prefectura de Xishuangbanna, las etnias jino,[51] blang,[52] dai,[53] yi y lisu.[47]
- En Vietnam, las etnias si la,[11] kinh, thổ, nung, maa, mnong y rade.[47]
- En Laos, la etnia khmu.[47]
- En Tailandia, las etnias lahu,[11] akha y lisu.[47]
- En Malasia, los malayos, tanto en la Malasia Peninsular como en Borneo, y los jakún.[47]
- En Indonesia, las etnias dusun, dayak, karo, kodi, alfur, kedang, ngada y batak.[47]
- En Filipinas, las etnias isneg, aeta, bicol, mangyan, mansaka, mandaya, manobo, yakan, achínense, minangkabau, ivatan, tausug, bagobo, kankanaey, igorote, gaddang, ilongote, makassar, ifugao, sondanesa y javanesa.[47]
- En las islas del Pacífico de Palaos, Yap y las Islas Marianas.[54][48][11]